# Codó (tiểu vùng)
Codó là một tiểu vùng thuộc bang Maranhão, Brasil. Tiều vùng này có diện tích 9910 km², dân số năm 2007 là 226733 người.